# Condado de Carroll (Illinois)
El condado de Carroll es un condado estadounidense, situado en el estado de Illinois. Según el censo de los Estados Unidos del 2000, la población es de 16 674 habitantes. La cabecera del condado es Mount Carroll.

## Geografía
Según la Oficina del Censo de los Estados Unidos, el condado tiene un área total de 1206 km² (466 millas²). De éstas 1150 km² (444 mi²) son de tierra y 56 km² (22 mi²) son de agua.

### Colindancias
- Condado de Stephenson - noreste
- Condado de Ogle - este
- Condado de Whiteside - sur
- Condado de Clinton - suroeste
- Condado de Jackson (Iowa) - noroeste
- Condado de Jo Daviess - noroeste

## Historia
El Condado de Carroll se separó del Condado de Jo Daviess en 1839, su nombre es en honor de Charles Carroll of Carrollton.

## Demografía

Pirámide de edad según el censo del año 2000.

Según el censo del año 2000, hay 16 674 personas, 6794 cabezas de familia, y 4681 familias que residen en el condado. La densidad de población es de 14 hab/km² (38 hab/mi²). La composición racial tiene:
- 94.90% Blancos (No hispanos)
- 2.04% Hispanos (Todos los tipos)
- 0.55% Negros o Negros Americanos (No hispanos)
- 0.82% Otras razas (No hispanos)
- 0.41% Asiáticos (No hispanos)
- 1.02% Mestizos (No hispanos)
- 0.24% Nativos Americanos (No hispanos)
- 0.03% Isleños (No hispanos)

Hay 6794 cabezas de familia, de los cuales el 28.90 % tienen menores de 18 años viviendo con ellos, el 58.40 % son parejas casadas viviendo juntas, el 7.4 % son mujeres que forman una familia monoparental (sin cónyuge), y 31.1% no son familias. El tamaño promedio de una familia es de 2.93 miembros.
En el condado el 24.30% de la población tiene menos de 18 años, el 6.60% tiene de 18 a 24 años, el 25.40% tiene de 25 a 44, el 24.5% de 45 a 64, y el 19.30% son mayores de 65 años. La edad media es de 41 años. Por cada 100 mujeres hay 97.8 hombres. Por cada 100 mujeres mayores de 18 años hay 95.1 hombres.
Tabla de la evolución demográfica:
|       | 1900   | 1910   | 1920   | 1930   | 1940   | 1950   | 1960   | 1970   | 1980   | 1990   | 2000   |
| ----- | ------ | ------ | ------ | ------ | ------ | ------ | ------ | ------ | ------ | ------ | ------ |
| TOTAL | 18,963 | 18,035 | 19,345 | 18,433 | 17,987 | 18,976 | 19,507 | 19,276 | 18,779 | 16,805 | 16,674 |

## Economía
Los ingresos medios de un cabeza de familia el condado es de $37,148 y el ingreso medio familiar es $43,685. Los hombres tienen unos ingresos medios de $31,318 frente a $21,753 de las mujeres. El ingreso per cápita del condado es de $18,688. El 9.60% de la población y el 7.40% de las familias están debajo de la línea de pobreza. Del total de gente en esta situación, 13.30% tienen menos de 18 y el 5.90% tienen 65 años o más.
El condado cuenta con 7 aeropuertos, 43 cementerios, 33 iglesias, 8 lagos, 7 parques, 6 oficinas postales, 82 escuelas, 16 ríos y 6 minas.

## Ciudades y pueblos
| - Argo Fay - Illinois - Chadwick - Lanark - Milledgeville | - Ashdale Junction - Ayers - Blackhawk - Shannon - Thomson | - Burke - Center Hill - Ebner - Mount Carroll - Savanna | - Elkhorn Grove - Fair Haven - Georgetown - Hazelhurst - Hickory Grove | - Hitt - Ideal - Kittredge - Marcus - Polsgrove | - South Elkhorn - Wacker - Zier Cors |